# Новинки (Вытегорский район)
Новинки — посёлок в Вытегорском районе Вологодской области.
Входит в состав Девятинского сельского поселения, с точки зрения административно-территориального деления — в Девятинский сельсовет.
Расположен на берегу Новинского водохранилища. Расстояние по автодороге до районного центра Вытегры — 28 км, до центра муниципального образования села Девятины — 5 км. Ближайшие населённые пункты — Алексеевское, Савино, Ялосарь.
По переписи 2002 года население — 10 человек.